# Caspar Corbeau
Caspar Corbeau, född 3 april 2001 i Santa Cruz, Kalifornien, är en USA-född simmare som representerar Nederländerna.

## Karriär
Caspar Corbeau tog silver på 200 meter bröstsim och 4x100 meter medley vid VM 2024. Vid OS 2024 tog han brons på 200 meter bröstsim.